# Jalen Carter
Jalen Da’Quan Carter (geboren am 4. April 2001 in Apopka, Florida) ist ein US-amerikanischer American-Football-Spieler auf der Position des Defensive Tackles. Er spielte College Football für die Georgia Bulldogs und gewann mit den Bulldogs das College Football Playoff National Championship Game in den Saisons 2021 und 2022. Im NFL Draft 2023 wurde Carter in der ersten Runde von den Philadelphia Eagles ausgewählt.

## Highschool und College
Carter besuchte die Highschool in seiner Heimatstadt Apopka, Florida. Dort spielte er Football sowie Basketball und war als Gewichtheber aktiv. Carter nahm am Under Armour All-America Game 2020 teil, dem landesweiten All-Star-Spiel für Highschoolfootballspieler, und galt als eines der vielversprechendsten Talente seines Abschlussjahrgangs auf seiner Position.
Ab 2020 ging er auf die University of Georgia, um College Football für die Georgia Bulldogs zu spielen. Als Freshman kam Carter zunächst nicht über eine Rolle als Ergänzungsspieler in der Defense hinaus, da mit Jordan Davis und Devonte Wyatt – beide später Erstrundenpicks im NFL Draft 2022 – bereits zwei starke Defensive Tackles vor ihm standen. Zudem kam er zu gelegentlichen Einsätzen in der Offense als Fullback und fing in dieser Rolle gegen die Tennessee Volunteers einen 1-Yard-Touchdownpass. Aufgrund überzeugender Leistungen erhielt er in der Saison 2021 deutlich mehr Einsatzzeit und wurde vor allem als Pass Rusher eingesetzt. In dieser Rolle gelangen Carter 8,5 Sacks, er war wichtiger Bestandteil der Defense, die Georgia in das College Football Playoff National Championship Game brachte, in dem man die Alabama Crimson Tide besiegte und somit die erste nationale Meisterschaft seit 41 Jahren für die Bulldogs gewann. Neben seiner Rolle in der Defense konnte Carter auch in den Special Teams und einen Extrapunktversuch gegen die Kentucky Wildcats sowie einen Field-Goal-Versuch im Championship Game gegen Alabama blocken.
Nach dem Abgang von Davis und Wyatt in die NFL nahm Carter eine noch größere Rolle in der Defense der Bulldogs ein. In zwei Spielen fehlte er verletzungsbedingt, zudem musste er eine weitere Partie wegen einer Verletzung vorzeitig verlassen. Er konnte an seine Leistungen aus der Vorsaison anknüpfen und wurde in das All-Star-Team der Southeastern Conference (SEC) sowie zum Consensus All-American gewählt. Zudem war Carter Finalist bei der Wahl zum Lombardi Award. Er gewann erneut mit Georgia das National Championship Game, in diesem Jahr besiegten die Bulldogs die TCU Horned Frogs mit 65:7. Anschließend gab Carter seine Anmeldung für den NFL Draft 2023 bekannt.

## NFL
Carter galt als einer der besten verfügbaren Spieler in seinem Draft. Allerdings wurden im März 2023 Vorwürfe bekannt, dass er nach der Meisterfeier der Bulldogs an einem Autorennen beteiligt gewesen sein soll, bei dem zwei Menschen ums Leben kamen. Da Carter nicht maßgeblich für den Unfall verantwortlich gewesen sein soll, entging er einer Haftstrafe. Er wurde zu zwölf Monaten auf Bewährung sowie zu einer Geldstrafe verurteilt. Im NFL Draft 2023 wurde Carter an neunter Stelle von den Philadelphia Eagles ausgewählt. 2024 wurde Carter für seine Leistungen zum ersten Mal in den Pro Bowl gewählt. Mit den Eagles konnte er mit 14 Siegen bei drei Niederlage die NFC East gewinnen und somit in die Playoffs einziehen. Nach den Play-off-Siegen gegen die Green Bay Packers (22:10), Los Angeles Rams (28:22) und Washington Commanders (55:23) trafen sie im Super Bowl LIX im Caesars Superdome auf die Kansas City Chiefs, welche mit 40:22 besiegt wurden.